# 钱建民
钱建民（1957年3月—），浙江温州人。男，汉族。1972年12月参加工作，1983年12月加入中国共产党。杭州大学应用心理学专业在职研究生毕业，教育学硕士。中华人民共和国政治人物。

## 简历
曾任温州师范学院团委书记，温州师范学院党委委员、中文系党总支书记、副主任，温州师范学院党委委员、宣传部部长、党委办公室主任，温州师范学院党委委员、党委办公室主任、科技经济开发处处长，温州师范学院党委委员、宣传部部长兼统战部部长，温州师范学院党委副书记，永嘉县委副书记，永嘉县委副书记、代县长、县长，瑞安市委副书记、代市长、市长，瑞安市委书记，温州市委常委、瑞安市委书记、人大常委会主任，绍兴市委常委、常务副市长、市政府党组副书记，绍兴市委副书记、代市长、市长、市政府党组书记等职。
2013年3月至2015年4月，任中共绍兴市委书记。
2015年4月，任浙江省住房和城乡建设厅党组书记、厅长。
2013年，被选为第十二届全国人民代表大会浙江地区代表。。